# Sverige i olympiska sommarspelen 2000
Sverige deltog i olympiska sommarspelen 2000 i Sydney.

## Medaljer
| Guld | Silver | Brons | Totalt antal medaljer |
| ---- | ------ | ----- | --------------------- |
| 4    | 5      | 3     | 12                    |

### Guld
- Mikael Ljungberg - Brottning, Herrarnas grekisk-romersk stil, 97 kg
- Lars Frölander - Simning, 100 m fjärilsim
- Jonas Edman - Skytte, kortdistans 60 skott liggande
- Pia Hansen - Skytte, dubbeltrap

### Silver
- Jan-Ove Waldner - Bordtennis, Singel, herrar
- Markus Oscarsson och Henrik Nilsson - Kanotsport, K2 1 000 m
- Therese Alshammar - Simning, 50 m frisim
- Therese Alshammar - Simning, 100 m frisim
- Handbollslandslaget (Magnus Andersson, Martin Boquist, Mathias Franzén, Martin Frändesjö, Peter Gentzel, Andreas Larsson, Ola Lindgren, Stefan Lövgren, Staffan Olsson, Johan Pettersson, Thomas Sivertsson, Tomas Svensson, Pierre Thorsson, Ljubomir Vranjes, Magnus Wislander) - Herrarnas turnering

### Brons
- Kajsa Bergqvist - Friidrott, Damernas höjdhopp
- Fredrik Lööf - Segling, finnjolle
- Louise Jöhncke, Therese Alshammar, Johanna Sjöberg och Anna-Karin Kammerling - Simning, 4 x 100 m frisim

## Badminton
| Spelare                           | Gren        | Sextondelsfinal   | Åttondelsfinal                                  | Kvartsfinal                          | Semifinal         | Final             | Final            |                  |
| Spelare                           | Gren        | Motståndare Poäng | Motståndare Poäng                               | Motståndare Poäng                    | Motståndare Poäng | Motståndare Poäng | Placering        |                  |
| --------------------------------- | ----------- | ----------------- | ----------------------------------------------- | ------------------------------------ | ----------------- | ----------------- | ---------------- | ---------------- |
| Tomas Johansson                   | Herrdubbel  | BYE               | Mainaky (INA) L 11–15, 16–17                    | Gick inte vidare                     | Gick inte vidare  | Gick inte vidare  | Gick inte vidare | Gick inte vidare |
| Rasmus Wengberg                   | Herrdubbel  | BYE               | Vaughan (GBR) L 8–15, 4–15                      | Gick inte vidare                     | Gick inte vidare  | Gick inte vidare  | Gick inte vidare | Gick inte vidare |
| Peter Axelsson Pär-Gunnar Jönsson | Herrdubbel  | i.u.              | Helber / Siegemund (GER) W 15–7, 17–15          | Hiang / Limpele (INA) L 12–15, 11–15 | Gick inte vidare  | Gick inte vidare  | Gick inte vidare | Gick inte vidare |
| Fredrik Bergström Jenny Karlsson  | Mixeddubbel | i.u.              | Chuen / Chee Louisa (HKG) W 15–13, 10–15, 15–12 | Zhang / Gao (CHN) L 6–15, 7–15       | Gick inte vidare  | Gick inte vidare  | Gick inte vidare | Gick inte vidare |

## Bordtennis
| Spelare                          | Gren       | Grupp                               | Grupp                              | Sextondelsfinal         | Åttondelsfinal             | Kvartsfinal          | Semifinal            | Final                | Final     |
| Spelare                          | Gren       | Motståndare Resultat                | Motståndare Resultat               | Motståndare Resultat    | Motståndare Resultat       | Motståndare Resultat | Motståndare Resultat | Motståndare Resultat | Placering |
| -------------------------------- | ---------- | ----------------------------------- | ---------------------------------- | ----------------------- | -------------------------- | -------------------- | -------------------- | -------------------- | --------- |
| Peter Karlsson                   | Herrsingel | BYE                                 | BYE                                | Roßkopf (GER) L 2–3     | Gick inte vidare           | Gick inte vidare     | Gick inte vidare     | Gick inte vidare     |           |
| Jörgen Persson                   | Herrsingel | BYE                                 | BYE                                | Franz (GER) W3–1        | Matsushita (JPN) W 3–0     | Gz Liu (CHN) W 3–1   | Kong (CHN) L 1–3     | Gl Liu (CHN) L 1–3   | 4         |
| Jan-Ove Waldner                  | Herrsingel | BYE                                 | BYE                                | Iseki (JPN) W 3–1       | Saive (BEL) W 3–1          | Samsonov (BLR) W 3–2 | Gl Liu (CHN) W 3–0   | Kong (CHN) L 2–3     | 2         |
| Fredrik Håkansson Peter Karlsson | Herrdubbel | Samsonov / Chtchetinine (BLR) W 2–0 | Sweeris / Zhuang (USA) W 4–1       | i.u.                    | Chila / Gatien (FRA) L 1–3 | Gick inte vidare     | Gick inte vidare     | Gick inte vidare     |           |
| Jörgen Persson Jan-Ove Waldner   | Herrdubbel | BYE                                 | BYE                                | i.u.                    | Eloi / Legout (FRA) L 0–3  | Gick inte vidare     | Gick inte vidare     | Gick inte vidare     |           |
| Marie Svensson                   | Damsingel  | Kostromina (BLR) W 3–2              | Al-Najar (JOR) W 3–0               | Chen (TPE) L 0–3        | Gick inte vidare           | Gick inte vidare     | Gick inte vidare     | Gick inte vidare     |           |
| Åsa Svensson                     | Damsingel  | Pavlovich (BLR) W 3–1               | El-Alfy (EGY) W 3–0                | Tian-Zorner (GER) W 3–2 | Steff (ROU) L 2–3          | Gick inte vidare     | Gick inte vidare     | Gick inte vidare     |           |
| Marie Svensson Åsa Svensson      | Damdubbel  | Abdul-Aziz / Osman (EGY) W 2–0      | Kostromina / Pavlovich (BLR) L 1–2 | i.u.                    | Gick inte vidare           | Gick inte vidare     | Gick inte vidare     | Gick inte vidare     |           |

## Bågskytte
| Bågskytt                                          | Gren                   | Rankningsomgång | Rankningsomgång | 32-delsfinal                  | Sextondelsfinal         | Åttondelsfinal       | Kvartsfinal             | Semifinal                | Final                     | Final     |
| Bågskytt                                          | Gren                   | Poäng           | Seed            | Motståndare Poäng             | Motståndare Poäng       | Motståndare Poäng    | Motståndare Poäng       | Motståndare Poäng        | Motståndare Poäng         | Placering |
| ------------------------------------------------- | ---------------------- | --------------- | --------------- | ----------------------------- | ----------------------- | -------------------- | ----------------------- | ------------------------ | ------------------------- | --------- |
| Mattias Eriksson                                  | Herrarnas individuella | 616             | 42              | Shikarev (KAZ) L 156–158      | Gick inte vidare        | Gick inte vidare     | Gick inte vidare        | Gick inte vidare         | Gick inte vidare          |           |
| Niklas Eriksson                                   | Herrarnas individuella | 629             | 28              | Rusnow (CAN) L 155–161        | Gick inte vidare        | Gick inte vidare     | Gick inte vidare        | Gick inte vidare         | Gick inte vidare          |           |
| Magnus Petersson                                  | Herrarnas individuella | 646             | 6               | Pombo (POR) W 165–146         | Tang (CHN) W 157–148    | Yang (CHN) W 167–164 | Kim C-t (KOR) W 112–111 | Wunderle (USA) L 107–108 | van Alten (NED) L 109–114 | 4         |
| Mattias Eriksson Niklas Eriksson Magnus Petersson | Herrarnas lagtävling   | 1891            | 7               | i.u.                          | i.u.                    | Australien L 238–241 | Gick inte vidare        | Gick inte vidare         | Gick inte vidare          | 9         |
| Petra Ericsson                                    | Damernas individuella  | 646             | 9               | Martínez (CUB) W 154–146      | Nowicka (POL) L 152–162 | Gick inte vidare     | Gick inte vidare        | Gick inte vidare         | Gick inte vidare          |           |
| Karin Larsson                                     | Damernas individuella  | 626             | 34              | Wagner-Sachse (GER) W 147–146 | Valeeva (ITA) L 160–162 | Gick inte vidare     | Gick inte vidare        | Gick inte vidare         | Gick inte vidare          |           |
| Kristina Nordlander                               | Damernas individuella  | 618             | 45              | Williamson (GBR) L 145–156    | Gick inte vidare        | Gick inte vidare     | Gick inte vidare        | Gick inte vidare         | Gick inte vidare          |           |
| Petra Ericsson Karin Larsson Kristina Nordlander  | Damernas lagtävling    | 1890            | 8               | i.u.                          | i.u.                    | USA L 230–242        | Gick inte vidare        | Gick inte vidare         | Gick inte vidare          |           |

## Cykling
Landsväg
Herrarnas tempolopp
- Martin Rittsel
  - Final — 1:01:59 (30:e plats)

- Michael Andersson
  - Final — 1:05:19 (37:e plats)

Herrarnas linjelopp
- Glenn Magnusson
  - Final — 5:30:46 (28:e plats)

- Magnus Bäckstedt
  - Final — DNF

- Michel Lafis
  - Final — DNF

- Martin Rittsel
  - Final — DNF

## Fotboll
Damer
| Nr             | Namn                   | Klubb     | Född              | SM        | Mål       |           | Gult kort · Gult kort · Rött kort | Rött kort |
| Målvakter      | Målvakter              | Målvakter | Målvakter         | Målvakter | Målvakter | Målvakter | Målvakter                         | Målvakter |
| -------------- | ---------------------- | --------- | ----------------- | --------- | --------- | --------- | --------------------------------- | --------- |
| 1              | Caroline Jönsson       |           | 22 november 1977  |           |           |           |                                   |           |
| 18             | Ulrika Karlsson        |           | 14 oktober 1970   |           |           |           |                                   |           |
| 22             | Ulla-Karin Rönnlund    |           | 19 februari 1977  |           |           |           |                                   |           |
| Försvarare     |                        |           |                   |           |           |           |                                   |           |
| 2              | Karolina Westberg      |           | 16 maj 1978       |           |           |           |                                   |           |
| 3              | Jane Törnqvist         |           | 9 maj 1975        |           |           |           |                                   |           |
| 4              | Sara Larsson           |           | 13 maj 1979       |           |           |           |                                   |           |
| 5              | Kristin Bengtsson      |           | 12 januari 1970   |           |           |           |                                   |           |
| 7              | Cecilia Sandell        |           | 10 juni 1968      |           |           |           |                                   |           |
| 12             | Hanna Marklund         |           | 26 november 1977  |           |           |           |                                   |           |
| 13             | Sara Call              |           | 16 juli 1977      |           |           |           |                                   |           |
| 19             | Åsa Lönnqvist          |           | 14 april 1970     |           |           |           |                                   |           |
| 21             | Jessika Sundh          |           | 9 juli 1974       |           |           |           |                                   |           |
| Mittfältare    |                        |           |                   |           |           |           |                                   |           |
| 9              | Malin Andersson        |           | 4 maj 1973        |           |           |           |                                   |           |
| 10             | Hanna Ljungberg        |           | 8 januari 1979    |           |           |           |                                   |           |
| 15             | Linda Fagerström       |           | 17 mars 1977      |           |           |           |                                   |           |
| 16             | Malin Swedberg         |           | 15 september 1968 |           |           |           |                                   |           |
| 17             | Therese Sjögran        |           | 8 april 1977      |           |           |           |                                   |           |
| 20             | Elin Flyborg           |           | 5 januari 1976    |           |           |           |                                   |           |
| Anfallare      |                        |           |                   |           |           |           |                                   |           |
| 6              | Malin Moström          |           | 1 augusti 1975    |           |           |           |                                   |           |
| 8              | Tina Nordlund          |           | 19 mars 1977      |           |           |           |                                   |           |
| 11             | Victoria Svensson      |           | 18 maj 1977       |           |           |           |                                   |           |
| 14             | Sara Johansson         |           | 23 januari 1980   |           |           |           |                                   |           |
| Förbundskapten |                        |           |                   |           |           |           |                                   |           |
|                | Marika Domanski-Lyfors |           |                   |           |           |           |                                   |           |

Gruppspel
| Lag        | S | V | O | F | GM | IM | MS | P |
| ---------- | - | - | - | - | -- | -- | -- | - |
| Tyskland   | 3 | 3 | 0 | 0 | 6  | 1  | +5 | 9 |
| Brasilien  | 3 | 2 | 0 | 1 | 5  | 3  | +2 | 6 |
| Sverige    | 3 | 0 | 1 | 2 | 1  | 4  | −3 | 1 |
| Australien | 3 | 0 | 1 | 2 | 2  | 6  | −4 | 1 |

## Friidrott
Herrarnas 110 meter häck
- Robert Kronberg
  - Omgång 1 — 13.58
  - Omgång 2 — 13.56
  - Semifinal — 13.39
  - Final — 13.61 (8:e plats)

Herrarnas höjdhopp
- Stefan Holm
  - Kval — 2.27
  - Final — 2.32 (4:e plats)

- Staffan Strand
  - Kval — 2.27
  - Final — 2.32 (6:e plats)

Herrarnas stavhopp
- Patrik Kristiansson
  - Kval — 5.55 (gick inte vidare)

- Martin Eriksson
  - Kval — 5.55 (gick inte vidare)

Herrarnas längdhopp
- Peter Häggström
  - Kval — 7.83 (gick inte vidare)

- Mattias Sunneborn
  - Kval — 7.63 (gick inte vidare)

Herrarnas tresteg
- Christian Olsson
  - Kval — 16.64 (gick inte vidare)

Herrarnas spjutkastning
- Patrik Bodén
  - Kval — 78.06 (gick inte vidare)

Herrarnas tiokamp
- Henrik Dagård
  - 100 m — 10.84
  - Längd — 7.08
  - Kula — 14.97
  - Höjd — 1.94
  - 400 m — 48.75
  - 100 m häck — 14.30
  - Diskus — 42.95
  - Stav — 5.10
  - Spjut — 65.05
  - 1,500 m — 04:49.51
  - Poäng — 8178.00 (10:e plats)

Damernas höjdhopp
- Kajsa Bergqvist
  - Kval — 1.94
  - Final — 1.99 (Brons)

Damernas längdhopp
- Erica Johansson
  - Kval — 6.53 (gick inte vidare)

Damernas tresteg
- Camilla Johansson
  - Kval — 13.87 (gick inte vidare)

Damernas diskuskastning
- Anna Söderberg
  - Kval — 56.11 (gick inte vidare)

## Fäktning
| Fäktare     | Gren            | Sextondelsfinal        | Åttondelsfinal        | Kvartsfinal        | Semifinal         | Final             | Final            |
| Fäktare     | Gren            | Motståndare Poäng      | Motståndare Poäng     | Motståndare Poäng  | Motståndare Poäng | Motståndare Poäng | Placering        |
| ----------- | --------------- | ---------------------- | --------------------- | ------------------ | ----------------- | ----------------- | ---------------- |
| Péter Vánky | Herrarnas värja | Pchenikin (BLR) W 15–9 | Milanoli (ITA) W 15–6 | Obry (FRA) L 12–15 | Gick inte vidare  | Gick inte vidare  | Gick inte vidare |

## Handboll
Herrar
Gruppspel
| Lag        | Pld | W | D | L | GF  | GA  | GD  | Poäng |
| ---------- | --- | - | - | - | --- | --- | --- | ----- |
| Sverige    | 5   | 5 | 0 | 0 | 155 | 121 | +34 | 10    |
| Frankrike  | 5   | 3 | 1 | 1 | 120 | 104 | +16 | 7     |
| Spanien    | 5   | 3 | 0 | 2 | 144 | 126 | +18 | 6     |
| Slovenien  | 5   | 2 | 1 | 2 | 137 | 127 | +10 | 5     |
| Tunisien   | 5   | 1 | 0 | 4 | 111 | 117 | –6  | 2     |
| Australien | 5   | 0 | 0 | 5 | 106 | 178 | –72 | 0     |

Slutspel
|  | Kvartsfinaler | Kvartsfinaler |          |         | Semifinaler | Semifinaler |  |  | Final | Final |
|  |               |               |          |         |             |             |  |  |       |       |
|  |               |               |          |         |             |             |  |  |       |       |
|  |               |               |          |         |             |             |  |  |       |       |
|  | Ryssland      | 33            |          |         |             |             |  |  |       |       |
|  | Ryssland      | 33            |          |         |             |             |  |  |       |       |
|  | Slovenien     | 22            |          |         |             |             |  |  |       |       |
|  | Slovenien     | 22            | Ryssland | 29      |             |             |  |  |       |       |
|  |               |               | Ryssland | 29      |             |             |  |  |       |       |
|  |               | Jugoslavien   | 26       |         |             |             |  |  |       |       |
|  | Frankrike     | Jugoslavien   | 26       | 21      |             |             |  |  |       |       |
|  | Frankrike     |               |          | 21      |             |             |  |  |       |       |
|  | Jugoslavien   | 26            |          |         |             |             |  |  |       |       |
|  | Jugoslavien   | 26            | Ryssland | 28      |             |             |  |  |       |       |
|  |               |               | Ryssland | 28      |             |             |  |  |       |       |
|  |               | Sverige       | 26       |         |             |             |  |  |       |       |
|  | Tyskland      | Sverige       | 26       | 26      |             |             |  |  |       |       |
|  | Tyskland      |               |          | 26      |             |             |  |  |       |       |
|  | Spanien       | 27            |          |         |             |             |  |  |       |       |
|  | Spanien       | 27            | Spanien  | 25      | Bronsmatch  | Bronsmatch  |  |  |       |       |
|  |               |               | Spanien  | 25      | Bronsmatch  | Bronsmatch  |  |  |       |       |
|  |               | Sverige       | 32       |         |             |             |  |  |       |       |
|  | Sverige       | Sverige       | 32       | 27      | Jugoslavien | 22          |  |  |       |       |
|  | Sverige       |               |          | 27      | Jugoslavien | 22          |  |  |       |       |
|  | Egypten       | 23            |          | Spanien | 26          |             |  |  |       |       |
|  | Egypten       | 23            |          |         | 26          |             |  |  |       |       |
|  |               |               |          |         |             |             |  |  |       |       |
|  |               |               |          |         |             |             |  |  |       |       |

## Judo
Herrar:
- Gabriel Bengtsson

Damer:
- Pernilla Andersson

## Kanotsport
Sprint
Herrar
Herrarnas K-1 500 m
- Anders Svensson
  - Kvalheat — 01:43,349
  - Semifinal — 01:43,070 (gick inte vidare)

Herrarnas K-1 1000 m
- Johan Eriksson
  - Kvalheat — 03:40,190
  - Semifinal — 03:43,359 (gick inte vidare)

Herrarnas K-2 500 m
- Henrik Nilsson, Markus Oscarsson
  - Kvalheat — 01:30,051
  - Semifinal — Bye
  - Final — 01:56,301 (9:e plats)

Herrarnas K-2 1000 m
- Henrik Nilsson, Markus Oscarsson
  - Kvalheat — 03:15,102
  - Semifinal — Bye
  - Final — 03:16,075 (Silver)

Herrarnas K-4 1000 m
- Jonas Fager, Anders Gustafsson, Erik Lindeberg, Niklaes Persson
  - Kvalheat — 03:04,420
  - Semifinal — 03:02,611
  - Final — 03:01,326 (8:e plats)

Damer
Damernas K-1 500 m
- Anna Olsson
  - Kvalheat — 01:52,782
  - Semifinal — Bye
  - Final — 02:24,774 (9:e plats)

Damernas K-2 500 m
- Anna Olsson, Ingela Ericsson
  - Kvalheat — 01:45,491
  - Semifinal — Bye
  - Final — 02:04,574 (8:e plats)

## Modern femkamp
Damer
- Jeanette Malm — 4687 poäng, 17:e plats

Herrar
- Michael Brandt — 5154 poäng, 12:e plats

## Segling
Mistral
- Fredrik Palm
  - Lopp 1 — (30)
  - Lopp 2 — 21
  - Lopp 3 — (30)
  - Lopp 4 — 2
  - Lopp 5 — 12
  - Lopp 6 — 14
  - Lopp 7 — 26
  - Lopp 8 — 22
  - Lopp 9 — 25
  - Lopp 10 — 28
  - Lopp 11 — 15
  - Final — 165 (23:e plats)

Finnjolle
- Fredrik Lööf
  - Lopp 1 — (17)
  - Lopp 2 — 5
  - Lopp 3 — 1
  - Lopp 4 — 6
  - Lopp 5 — 7
  - Lopp 6 — 4
  - Lopp 7 — 4
  - Lopp 8 — (22)
  - Lopp 9 — 2
  - Lopp 10 — 11
  - Lopp 11 — 7
  - Final — 47 (Brons)

470
- Johan Molund och Mattias Rahm
  - Lopp 2 — 10
  - Lopp 3 — 7
  - Lopp 4 — (30) OCS
  - Lopp 5 — 2
  - Lopp 6 — (29)
  - Lopp 7 — 1
  - Lopp 8 — 4
  - Lopp 9 — 19
  - Lopp 10 — 20
  - Lopp 11 — 15
  - Final — 96 (12:e plats)

Europajolle
- Therese Torgersson
  - Lopp 1 — 16
  - Lopp 2 — 14
  - Lopp 3 — (23)
  - Lopp 4 — 20
  - Lopp 5 — 18
  - Lopp 6 — 22
  - Lopp 7 — 20
  - Lopp 8 — 21
  - Lopp 9 — 17
  - Lopp 10 — 11
  - Lopp 11 — (23)
  - Final — 159 (22:a plats)

470
- Lena Carlsson och Agneta Engström
  - Lopp 1 — (18)
  - Lopp 2 — 13
  - Lopp 3 — 2
  - Lopp 4 — 10
  - Lopp 5 — 6
  - Lopp 6 — 9
  - Lopp 7 — 14
  - Lopp 8 — 4
  - Lopp 9 — 2
  - Lopp 10 — 11
  - Lopp 11 — (19)
  - Final — 71 (9:e plats)

Laser
- Karl Suneson
  - Lopp 1 — 10
  - Lopp 2 — 5
  - Lopp 3 — 3
  - Lopp 4 — 24
  - Lopp 5 — 19
  - Lopp 6 — 17
  - Lopp 7 — 8
  - Lopp 8 — 14
  - Lopp 9 — (44) OCS
  - Lopp 10 — (44) OCS
  - Lopp 11 — 7
  - Final — 107 (14:e plats)

Starbåt
- Mats Johansson och Leif Möller
  - Lopp 1 — (12)
  - Lopp 2 — (16)
  - Lopp 3 — 9
  - Lopp 4 — 12
  - Lopp 5 — 9
  - Lopp 6 — 11
  - Lopp 7 — 9
  - Lopp 8 — 8
  - Lopp 9 — 10
  - Lopp 10 — 7
  - Lopp 11 — 10
  - Final — 85 (13:e plats)

Soling
- Magnus Augustson, Johan Barne och Hans Wallen
  - Utslagningsomgång, grupp 2 — (3-2) 3 poäng — Gick inte vidare

49er
- John Harrysson och Patrik Sandeström
  - Lopp 1 — 9
  - Lopp 2 — 16
  - Lopp 3 — 13
  - Lopp 4 — (18) DSQ
  - Lopp 5 — 15
  - Lopp 6 — 15
  - Lopp 7 — 15
  - Lopp 8 — 14
  - Lopp 9 — 12
  - Lopp 10 — 15
  - Lopp 11 — 15
  - Lopp 12 — 16
  - Lopp 13 — (18) OCS
  - Lopp 14 — 14
  - Lopp 15 — 15
  - Lopp 16 — 18 DNF
  - Final — 202 (17:e plats)

## Simhopp
Damernas 3 m
- Anna Lindberg
  - Kval — 275,34
  - Semifinal — 233,34 — 508,68
  - Final — 325,83 — 559,17 (5:e plats)

## Taekwondo
- Marcus Thorén
- Roman Livaja

## Tennis
| Spelare                        | Gren       | Omgång 1                            | Omgång 2                                | Åttondelsfinaler                       | Kvartsfinaler     | Semifinaler       | Final / BM        | Final / BM       |
| Spelare                        | Gren       | Motståndare Poäng                   | Motståndare Poäng                       | Motståndare Poäng                      | Motståndare Poäng | Motståndare Poäng | Motståndare Poäng | Placering        |
| ------------------------------ | ---------- | ----------------------------------- | --------------------------------------- | -------------------------------------- | ----------------- | ----------------- | ----------------- | ---------------- |
| Thomas Johansson               | Herrsingel | Philippoussis (AUS) L 6–7(6–8), 4–6 | Gick inte vidare                        | Gick inte vidare                       | Gick inte vidare  | Gick inte vidare  | Gick inte vidare  | Gick inte vidare |
| Magnus Norman                  | Herrsingel | Pavel (ROU) W 6–7(1–7), 6–3, 10–8   | Srichaphan (THA) W 7–5, 6–2             | Di Pasquale (FRA) L 6–7(4–7), 6–7(2–7) | Gick inte vidare  | Gick inte vidare  | Gick inte vidare  | Gick inte vidare |
| Mikael Tillström               | Herrsingel | Paes (THA) W 6–2, 3–4               | Lareau (CAN) W 6–1, 3–6, 6–3            | Federer (SUI) L 1–6, 2–6               | Gick inte vidare  | Gick inte vidare  | Gick inte vidare  | Gick inte vidare |
| Andreas Vinciguerra            | Herrsingel | Ruud (NOR) W 6–2, 6–4               | Haas (GER) L 6–4, 4–6, 2–6              | Gick inte vidare                       | Gick inte vidare  | Gick inte vidare  | Gick inte vidare  | Gick inte vidare |
| Nicklas Kulti Mikael Tillström | Herrdubbel | i.u.                                | Mirnji / Volttjkov (BLR) L 3–6, 4–4 (r) | Gick inte vidare                       | Gick inte vidare  | Gick inte vidare  | Gick inte vidare  | Gick inte vidare |

## Triathlon
Herrarnas triathlon
- Joachim Willen — 1:51:40,80 (→ 35:e plats)